# Zygmunt Chudecki
Zygmunt Chudecki (ur. 15 lipca 1922 w Kamiennej Starej, zm. 8 listopada 2006 w Szczecinie) – polski profesor nauk rolniczych w zakresie agronomii, gleboznawstwa, erozji i chemii gleb, nauczyciel akademicki

## Życiorys
Zygmunt Chudecki w 1951 ukończył studia na Wydziale Rolniczym Uniwersytetu Marii Curie-Skłodowskiej w Lublinie z dyplomem magistra nauk agrotechnicznych. Bezpośrednio po studiach został zatrudniony na macierzystej uczelni w Katedrze Chemii Rolnej kolejno jako asystent (1951-1952) i aspirant (1952-1954). W 1954 przeniósł się do nowo utworzonej Wyższej Szkoły Rolniczej w Szczecinie (późniejszej Akademii Rolniczej w Szczecinie), w której przeszedł przez kolejne szczeble kariery akademickiej. Stopień naukowy doktora nauk rolniczych otrzymał w 1955 w UMCS, a doktora habilitowanego nauk rolniczych – w 1964. Tytuł profesora nadzwyczajnego uzyskał 1971, a 10 lat później – tytuł profesora zwyczajnego.
Na emeryturę przeszedł w 1987. Został pochowany 10 listopada 2006 na Cmentarzu Centralnym w  Szczecinie w kwaterze 71D/15/2.
Miał dwoje dzieci: córkę Jolantę (ur. 1958) i syna Waldemara (1961-1992).

## Praca naukowa
Zygmunt Chudecki zajmował się chemizmem gleb ze szczególnym uwzględnieniem mikroelementów, czynnikami kształtującymi rozprzestrzenianie się erozji na Pomorzu Zachodnim, typologią gleb oraz kartografią gleb Pomorza Zachodniego.
Opublikował ponad 200 prac, w tym ponad 100 oryginalnych prac twórczych i ok. 100 recenzji. Wypromował 8 doktorów i ponad 100 magistrów inżynierów, sprawował opiekę nad 6 pracami habilitacyjnymi, zaopiniował 12 wniosków o nadanie tytułu naukowego profesora nadzwyczajnego i zwyczajnego.

## Wybrane publikacje
- Próba oceny wpływu erozji gleb na straty składników pokarmowych roślin w terenie lessowym. „Ann. UMCS Lublin” 1955[9]
- Wpływ warunków przyrodniczych na kształtowanie się produkcji rolnej w województwie szczecińskim. „Przegl. Zachodniopom.” 1963, 1, 25, s. 55-79 (wsp. Stanisław Górka-Niwiński)[10]
- Gleby województwa koszalińskiego 1966[9]
- Problem zasolenia gleb miasta Szczecina. „Przegl. Zachodniopom.” 1970, 3, 14, s. 63-76 (wsp. Edward Niedźwiecki, Zdzisław Zabłocki)[11]
- Przegląd i analiza krajowych badań naukowych w dziedzinie gleboznawstwa. „Post. Nauk Rol.” 1979[9]

## Udział w organizacji nauki
Pełnił liczne funkcje w Akademii Rolniczej w Szczecinie: kierownika Katedry Gleboznawstwa (1967–1987), prodziekana Wydziału Rolniczego (1964–1966), prorektora ds. nauczania (1966–1969), prorektora ds. nauki (1969–1975). W latach 1971–1982 był dyrektorem Instytutu Gleboznawstwa i Gospodarki Wodnej. Ponadto był naczelnym redaktorem Zeszytów Naukowych WSR (1969–1972), przewodniczącym Komisji ds. rozwoju kadry naukowo-dydaktycznej (1969–1972), przewodniczącym Komisji ds. aparatury naukowej (1969–1972), zastępcą przewodniczącego Rady Naukowej ds. Postępu Technicznego (1967–1972), członkiem zespołu rektora ds. badań naukowych (1969–1975). Był członkiem Komitetu Gleboznawstwa i Chemii Rolnej PAN (1967–1993). Współorganizował Szczecińską Filię Oddziału PAN w Gdańsku.

## Odznaczenia i nagrody[1][13]
- Krzyż Oficerski Orderu Odrodzenia Polski (1979)
- Krzyż Kawalerski Orderu Odrodzenia Polski (1972)
- Złoty Krzyż Zasługi (1966)
- tytuł honorowy „Zasłużony  nauczyciel PRL” (1979)
- Złota  Odznaka PTG (1972)
- Medal XX-lecia Działalności Naukowej STN (1974)
- medal „Zasłużony dla AR w Szczecinie” (1979)[8]
- sześć nagród ministra i 26 nagród rektora za działalność naukowo-dydaktyczną
- Nagroda Wojewody Szczecińskiego (1985)[7]